# Stanislav Galić
Stanislav Galić, cyr. Станислав Галић (ur. 12 marca 1943) – były serbski oficer dowodzący korpusem Armii Republiki Serbskiej podczas wojny w Bośni.
Galić urodził się w wiosce Goleš w okolicach Bania Luki. Przed wybuchem wojny był oficerem w Jugosłowiańskiej Armii Ludowej. 7 września 1992 roku został dowódczą korpusu, który oblegał Sarajewo. Z funkcji tej został zwolniony 10 sierpnia 1994 roku, a jego następcą został Dragomir Milošević.
W 1998 roku Międzynarodowy Trybunał Karny dla byłej Jugosławii oskarżył go o morderstwa, zbrodnie przeciwko ludzkości, terror skierowany na ludność cywilną, ataki na cywilów oraz łamanie praw i zwyczajów wojny. Akt oskarżenia przypieczętowało aresztowanie Galicia przez SFOR, które miało miejsce 20 grudnia 1999 roku. Proces zakończył się 5 grudnia 2003, a żołnierz został skazany na 20 lat pozbawienia wolności za ostrzał Sarajewa. Galić odwołał się od tej decyzji, jednak 30 listopada 2006 roku jego odwołanie zostało oddalone, a wcześniejszy wyrok został zamieniony na dożywotnie pozbawienie wolności.